# 河野博臣
河野 博臣（こうの ひろおみ、1928年 - 2003年8月20日）は、日本の医師。
大分県出身。久留米大学医学部卒業、九州大学結核研究所、京都大学胸部疾患研究所勤務、1965年に兵庫県神戸市に河野胃腸科外科医院を開院。1974年『死の臨床～死にゆく人々への援助』を著し、1977年「死の臨床研究会」を創設。1986年に日本サイコオンコロジー学会を創設。国際サイコオンコロジー学会副会長。
日本におけるターミナルケアの先駆者。

## 著書
- 死の臨床 死にゆく人々への援助 医学書院 1974
- 心身医学と信仰 いのちのことば社 1975
- 生と死の心理 ユング心理学と心身症 創元社 1977.10
- 患者の心医師の心 聖教新聞社 1981.2 (文化教養シリーズ)
- 病気と自己実現 真の治療関係を求めて 創元社 1984.2
- ガンの人間学 弘文堂 1984.3
- 死を迎えるとき 終末期医療の現場から 朝日新聞社 1992.12
- 震災診療日誌 岩波書店 1995.9
- 悩みをひとり占めするのはやめなさい 毎日新聞社 1999.4
- 幸福な最期 ホスピス医のカルテから 講談社 2000.12

## 共編著
- 生と死の医療 河野友信共編 朝倉書店 1985.5
- ホリスティック・メディスン 癌と生きる人々とともに 飯尾正宏共著 有斐閣 1986.12
- がん死ケアマニュアル 飯尾正宏共編 医学書院 1987.4
- 21世紀への医療 これからの医師の条件 有斐閣 1990.5
- サイコオンコロジー入門 がん患者のQOLを高めるために 神代尚芳共編著 日本評論社 1995.10

## 注
1. ↑  http://homepage2.nifty.com/toshimitakano/2-7/12.html

## 参考
- http://www.47news.jp/CN/200308/CN2003082101000006.html